# Rivetina crassa
Rivetina crassa är en bönsyrseart som beskrevs av Mistshenko 1949. Rivetina crassa ingår i släktet Rivetina och familjen Mantidae. Inga underarter finns listade i Catalogue of Life.